# Mitropacup 1992
De Mitropacup 1992 was de 51e en laatste editie van deze internationale beker.
De Mitropacup van het seizoen 1991-92 was wederom een minitoernooi, die op 27 en 29 mei in de Italiaanse stad Foggia plaatsvond. De vier clubs uit Italië, Hongarije, Joegoslavië en Tsjechoslowakije, kwamen tegen elkaar uit in twee halve finalewedstrijden en een finale. Alle drie de wedstrijden werden na het nemen van een strafschoppenserie beslist.
 Halve finale 
| Winnaar          | Land                 | Uitslagen     | Land              | Verliezer           |
| ---------------- | -------------------- | ------------- | ----------------- | ------------------- |
| Borac Banja Luka | Vlag van Joegoslavië | 2-2 wns (4-2) | Vlag van Italië   | US Foggia           |
| BVSC Boedapest   | Vlag van Hongarije   | 0-0 wns (6-5) | Vlag van Tsjechië | DAC Dunajska Streda |

 Finale 
| Datum, Plaats  | WINNAAR          | Land                 | Uitslagen     | Land               | FINALIST       |
| -------------- | ---------------- | -------------------- | ------------- | ------------------ | -------------- |
| 29 mei, Foggia | Borac Banja Luka | Vlag van Joegoslavië | 1-1 wns (5-3) | Vlag van Hongarije | BVSC Boedapest |

1927 · 1928 · 1929 · 1930 · 1931 · 1932 · 1933 · 1934 · 1935 · 1936 · 1937 · 1938 · 1939 · 1940 · 1951 · 1955 · 1956 · 1957 · 1958 · 1959 · 1960 · 1961 · 1962 · 1963 · 1964 · 1965 · 1966 · 1967 · 1968 · 1969 · 1970 · 1971 · 1972 · 1973 · 1974 · 1975 · 1976 · 1977 · 1978 · 1980 · 1981 · 1982 · 1983 · 1984 · 1985 · 1986 · 1987 · 1988 · 1989 · 1990 · 1991 · 1992